# Radiostacja gliwicka
Radiostacja gliwicka – zabytkowy zespół składający się z trzech budynków oraz drewnianego masztu antenowego, wzniesiony w  1935 roku w Gleiwitz (obecnie Gliwice), wpisany do rejestru zabytków nieruchomych województwa śląskiego pod numerem 694/64 oraz na listę pomników historii.

## Pierwsza gliwicka stacja radiowa

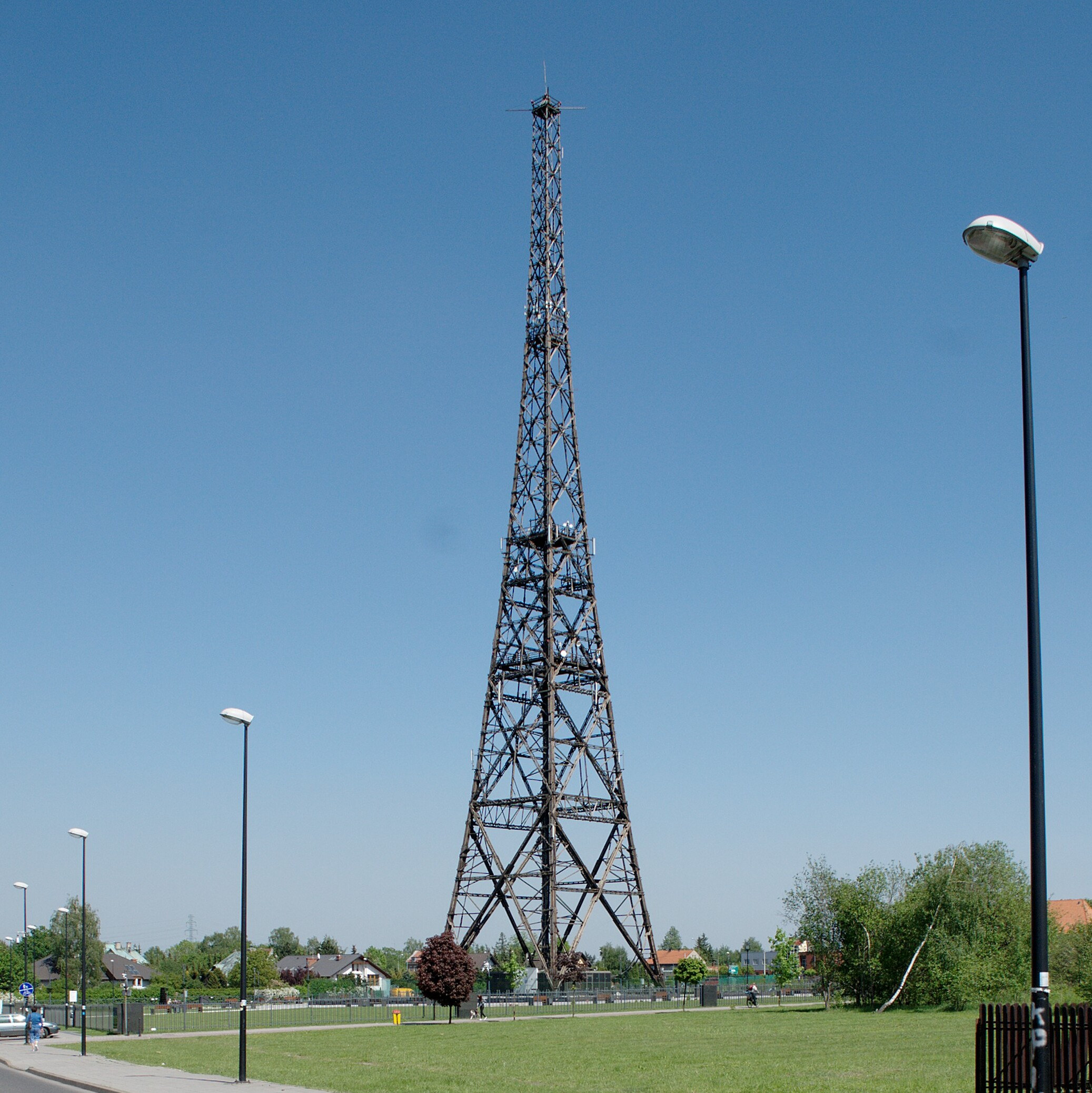
Maszt radiostacji gliwickiej

Pierwsza stacja radiowa w Gliwicach. 1931 r. Widokówka

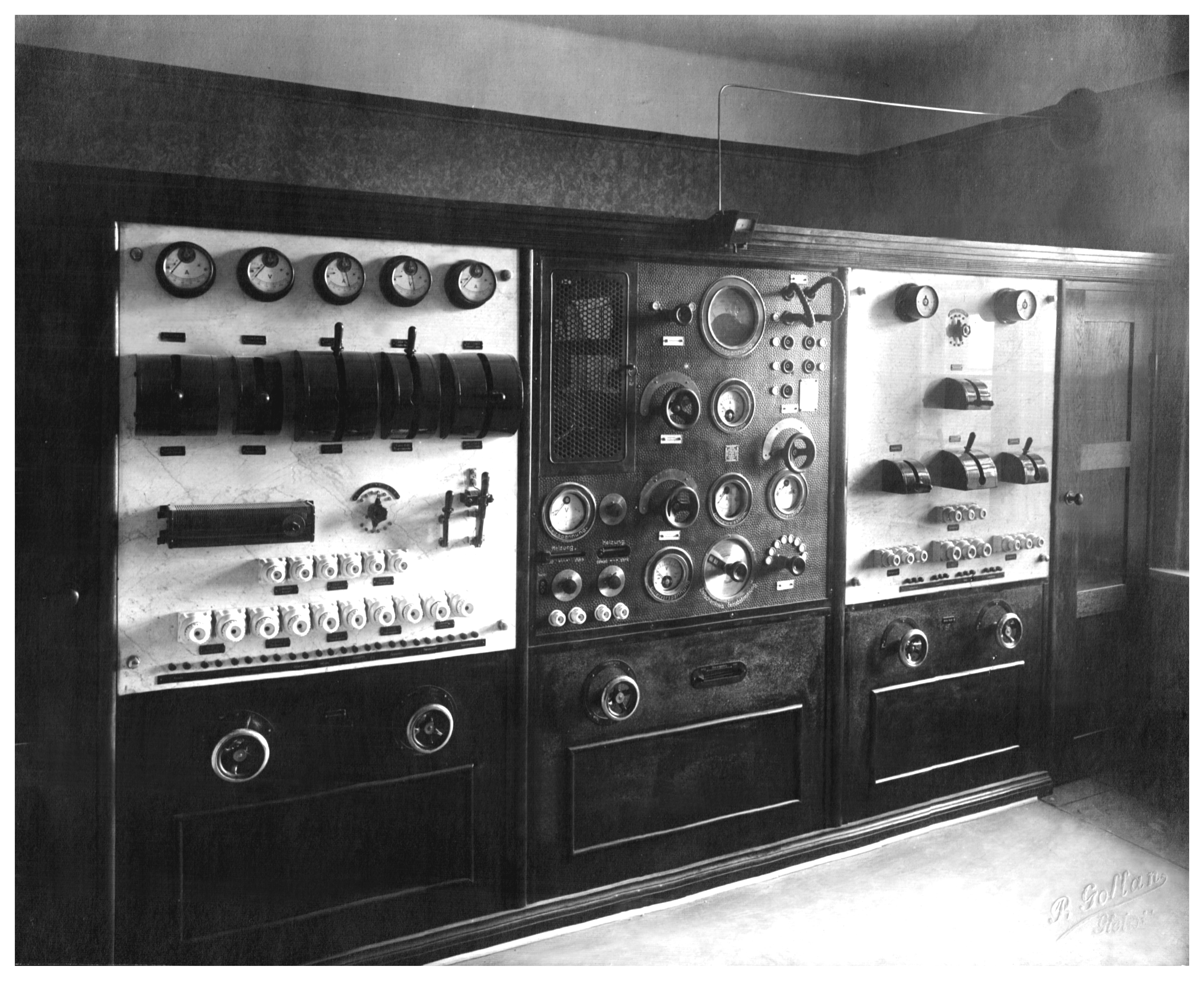
Zespół urządzeń I stacji radiowej – nadajnik, 1925

Pierwsza radiostacja w Gliwicach powstała w 1925 roku, by rozszerzyć zasięg wrocławskiej rozgłośni –  Rozgłośnia Śląska S.A. Schlesische Funkstunde AG na wschodnie tereny niemieckiego Śląska, a także na zachodnie ziemie polskie, gdzie miała służyć celom propagandowym. Budynek na użytek radiostacji wzniesiono przy ul. Kieferstädtler Landstrasse (później  Am Sender, dziś Radiowa). Był to okazały dwukondygnacyjny budynek o pow. 650 m². Po obu stronach, w odległości 94 m posadowiono dwie stalowe wieże o wysokości 75 m z teową anteną, wielokrotnie modernizowaną. Inauguracja rozgłośni nastąpiła 15 listopada 1925 r. Oficjalna nazwa stacji brzmiała Stacja Pomocnicza Gliwice – Rozgłośni Śląskiej S.A. (Zwischensender Gleiwitz – Schlesischen Funkstunde AG). Używana była także nazwa Nebensender Gleiwitz oraz Stacja nadawcza Gliwice (Sendestelle Gleiwitz). W budynku znalazł się nadajnik Telefunkena wraz z systemem zasilania, a stacja miała moc 1,5 kW. Rozgłośnia gliwicka to wówczas tylko sala koncertowa, jedno studio i reżysernia oraz biura. Po trzech latach wzmocniono moc stacji do 5 kW i ta pracowała do końca tj. do 1935 r.
Na otwarcie rozgłośni przybył z Berlina Hans Bredow – twórca i organizator niemieckiej radiofonii, mówił on wówczas – Ten, kto upolitycznia niemieckie radio, grzeszy przeciwko jego duchowi. Po dojściu do władzy nazistów obowiązywały już zupełnie inne hasła. Od początku 1933 r., gdy naziści przejęli władzę w Niemczech, wzrastał ich nacisk oraz wpływy w radiu. Odwołany został dotychczasowy kierownik Paul Kania, który bronił swoich żydowskich pracowników oraz nadawał na antenie utwory żydowskich twórców. Liczba radiosłuchaczy w 1935 r. wynosiła mniej niż 10 000 abonentów, a to przekładało się na niskie wpływy rozgłośni.

## Druga gliwicka stacja radiowa
W celu zwiększenia zasięgu stacji na trzyhektarowej działce przy ul. Tarnowitzer Landstraẞe (Tarnogórskiej) 127–131 wzniesiono nową stację nadawczą, którą uruchomiono 22 grudnia 1935 r. z mocą 8 kW, pracującą na fali 243,7 m (1.231 kHz). Drewniana wieża antenowa została zmontowana przez 5 miesięcy 1935 roku. Wykonała to firma produkcyjno-budowlana Christoph & Unmack z Niesky O.L. Wysokość 111 m daje jej status najwyższej istniejącej, zbudowanej w całości z drewna konstrukcji w Europie oraz najwyższej drewnianej wieży antenowej na świecie. Sygnał emitowała półfalowa antena pionowa, zawieszona wewnątrz wieży. W latach 20. i 30. zbudowano w Niemczech 53 drewniane wieże antenowe, a w latach 1940. nie były one już budowane. Umożliwiały one zawieszenie średniofalowej anteny pionowej o lepszych niż pozioma walorach emisyjnych. Najwyższa wieża, Sendeturm Mühlacker, miała 190 metrów wysokości, to dzieło niemieckich pracowników wysadzili w 1945 r. inni Niemcy. Wrocław miał wieżę 140-metrową. Budulcem były różnej grubości belki modrzewiowe o przekroju prostokątnym, głównie kwadratowym, łączone kołkami i śrubami mosiężnymi (ponad 16 tysięcy śrub o różnych przekrojach i długościach), w konstrukcji nie ma ani jednego stalowego gwoździa. Przekrój poziomy wieży w każdym punkcie jest kwadratem, a przekrój pionowy – parabolą. Stopy wieży zakotwiczone są do czterech 87-tonowych fundamentów betonowych. Wieża ma wysokość 111,1 m, cztery podesty usytuowane na wysokościach: 40,4, 55,3, 80,0 i 109,7 m, wymiar podstawy 20 × 20 m i górnej platformy 2,13 × 2,13 m. Na szczyt wieży wiedzie system drabin o łącznie 365 szczeblach.
Od 1937 r. radiostacja w Gliwicach pracowała w śląskiej sieci synchronicznej (system Telefunkena) na Śląskiej Fali Wspólnej (Schlesische Gleichwelle – Schl. Gl.W.) i pełniła rolę „stacji matki”. Drugą stacją sieci była stacja w Görlitz – „stacja córka”. Długość fali bz. tj. 243,7 m. Obie stacje nadawały synchronicznie ten sam program dostarczany przez Stację Główną Wrocław (Schlesischer Sendebezirk Breslau). Zasięg odbioru przedstawia mapa. Odbiór w dalszej odległości, szczególnie wieczorem i w nocy, możliwy wcześniej na fali odbitej, teraz stał się utrudniony, ponieważ był zakłócany przez interferencje z pozostałymi stacjami sieci.

31 sierpnia 1939 roku Niemcy przeprowadzili na terenie radiostacji tak zwaną prowokację gliwicką. 

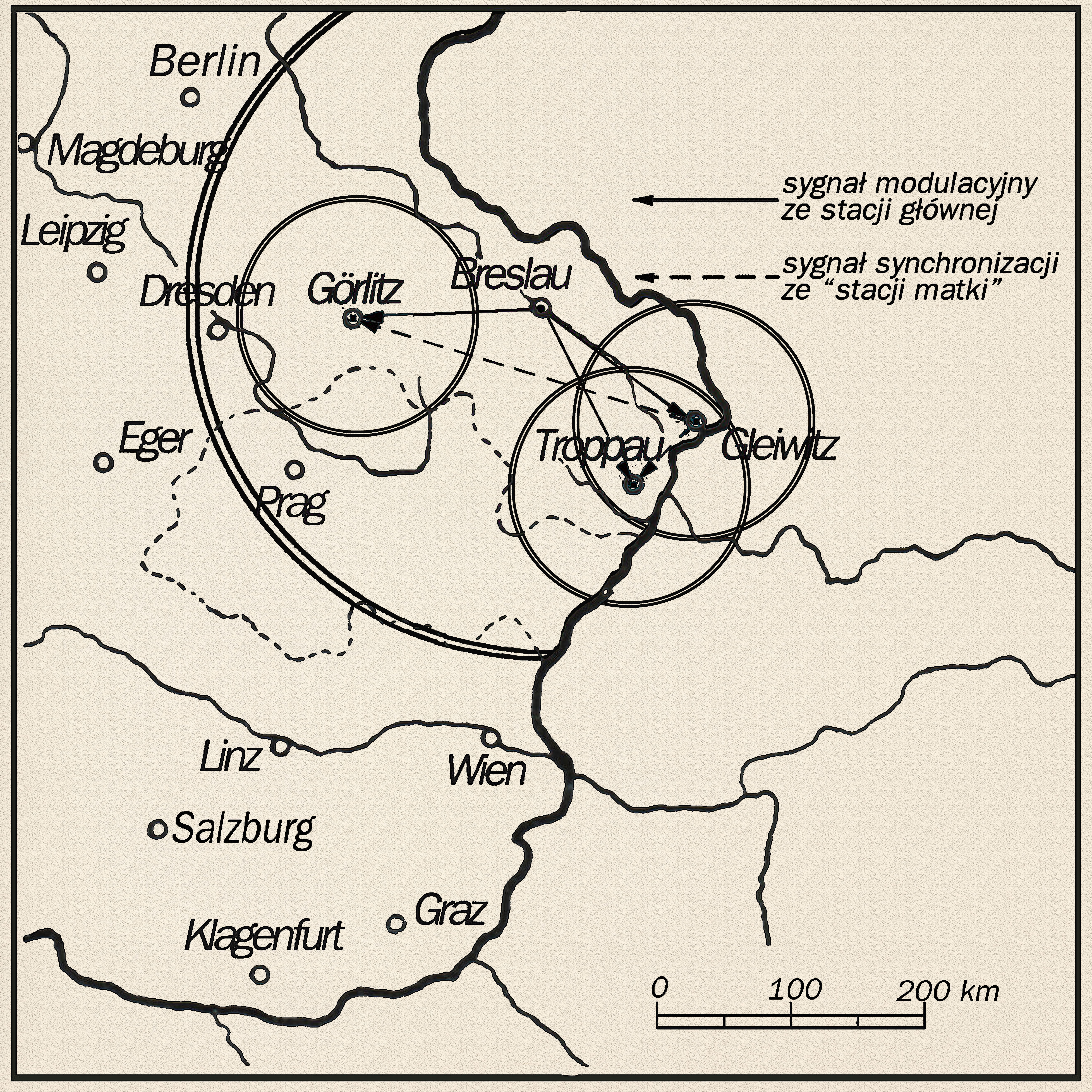
Zasięgi stacji Śląskiego Okręgu Radiowego, wrzesień 1939

## Radiofonia górnośląska po 1945
Radiostacja działała do 22 stycznia 1945 roku, kiedy to do miasta zaczęła wkraczać Armia Czerwona. 25 maja obiekt przekazano Polakom. Od 23 października 1945 roku nadawano stąd regularne audycje katowickie. W 1950 roku emisję programu katowickiego przejął nadajnik zlokalizowany na terenie Rudy Śląskiej, natomiast Gliwice rozpoczęły zagłuszanie rozgłośni zagranicznych (głównie Radia Wolna Europa), kontynuowane do roku 1956.
Po zlikwidowaniu zagłuszania radiowego w budynku głównym produkowano nadajniki średniofalowe o mocy 30 i 50 kW dla rozgłośni regionalnych w Polsce, a maszt radiowy wykorzystywany był do prób emisyjnych (do 1967). W kolejnych latach obiekt służył różnym celom produkcyjnym, zwłaszcza dla telewizji, a w 2002 Telekomunikacja Polska SA odsprzedała cały kompleks miastu Gliwice.

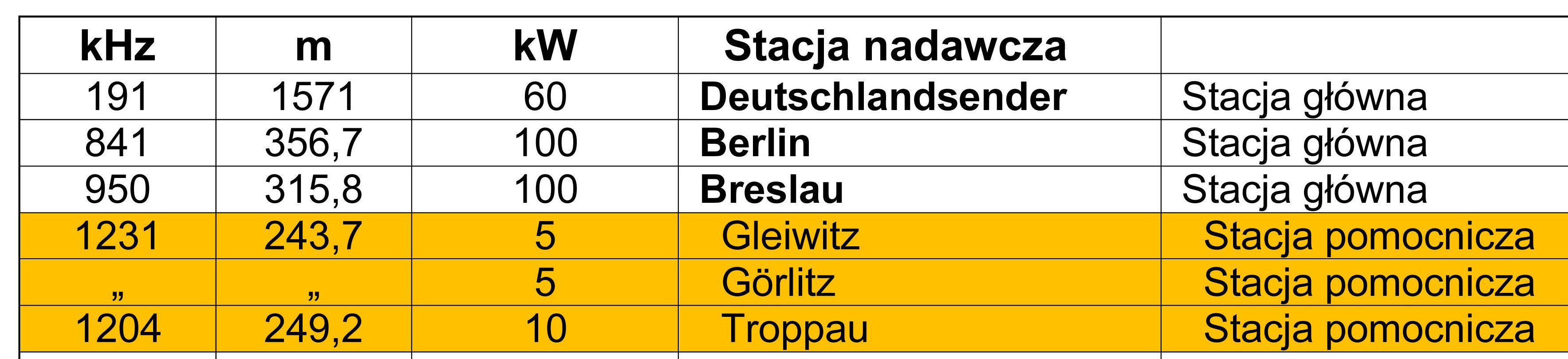
Organizacja radiofonii – Śląska Fala Wspólna, kwiecień 1939

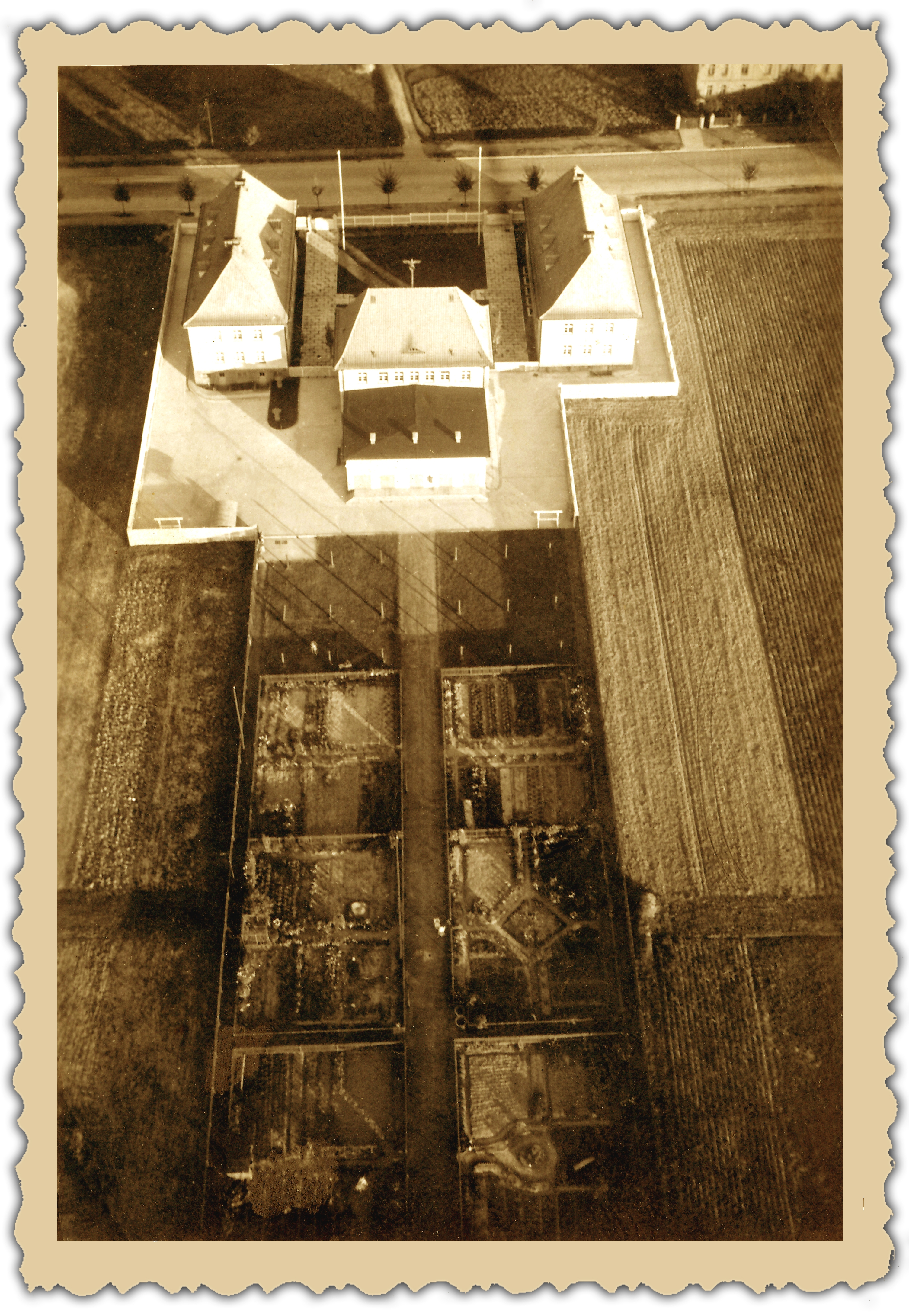
Widok z masztu na obiekt, 1937

W roku 2005 obiekt przejęło Muzeum w Gliwicach. Obecnie Radiostacja Gliwice służy celom edukacyjnym, jako miejsce historyczne, w którym zachowało się niemal kompletne oprzyrządowanie techniczne dawnej stacji nadawczej, z urządzeniami wyprodukowanymi w 1934 roku przez firmy Lorenz, Telefunken i Siemens & Halske AG.
Do zachowanych urządzeń w głównym budynku stacji należy 12-kilowatowy nadajnik radiowy Lorenz (brak wszystkich lamp nadawczych) oraz zdekompletowany zespół sterowania i kontroli (7 z 9 stojaków). Zachowały się stół kontrolny oraz instalacja chłodzenia wodą lamp nadawczych (w piwnicy), a poza tym rozdzielnia niskiego napięcia (w dzisiejszej sali audiowizualnej) i mniejsze urządzenia, w tym odłączniki wysokiego napięcia. Nie zachowało się wyposażenie studia awaryjnego. Nadajnik Lorenz został w 1963 zdemontowany w radiostacji i znalazł schronienie w warszawskim Muzeum Techniki. W 2013, po 50 latach nieobecności, powrócił na poprzednie miejsce w radiostacji.

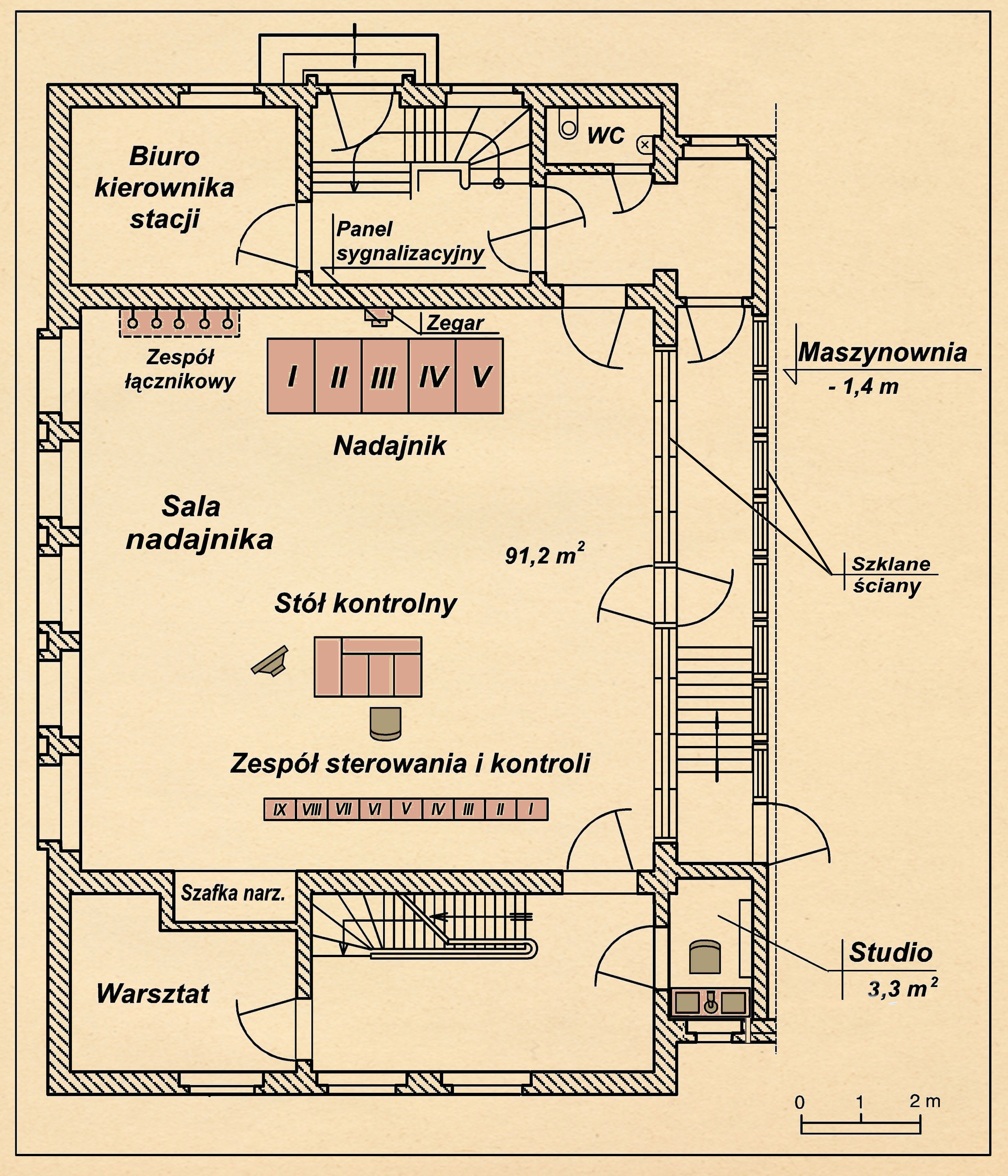
Budynek techniczny – rozmieszczenie elementów stacji, 1939

W 2009 usunięto niektóre późniejsze przeróbki. 3-hektarowa posesja została przekształcona w ogólnodostępny park. 31 sierpnia 2009, w ramach ogólnopolskich wydarzeń upamiętniających 70. rocznicę wybuchu II wojny światowej, zaprezentowano system iluminacji oświetlenia wieży kilkoma tysiącami diod LED. Od czerwca 2010 w parku działa również darmowy hotspot, od 2012 na stronie Urzędu Miejskiego w Gliwicach są dostępne widoki z kamery umieszczonej na wieży.

## Trivia
- Model wieży znajduje się na terenie makiety kolejowej Gliwice Kolejkowo.
- Kształt Krzyża Papieskiego Zabrza, który jest jednak wykonany ze stali, został zainspirowany wieżą radiową Gliwice.

## Radiostacja w filmie
- Der Fall Gleiwitz, reż. Gerhard Klein, DEFA Berlin 1961. Czarno-biały film NRD-owski, wyświetlany w Polsce pod tytułem Tu radio Gliwice. W wersji niemieckiej i angielskiej (Gleiwitz Case) film dostępny na płycie DVD.
- Operacja Himmler, reż. Zbigniew Chmielewski, 1979. Polski telewizyjny dokument fabularyzowany. 80 min., kolor.
- Cień Radiostacji, reż. Krzysztof Magowski, 2003. Polski 45-minutowy reportaż telewizyjny, wyświetlany również w kinach.